# تاریخ یهودیان در آرژانتین
تاریخ یهودیان در آرژانتین به قرن شانزدهم و اخراج یهودیان از اسپانیا باز می‌گردد؛ یهودیان سفاردی در این زمان از یهودی ستیزی در اسپانیا فرار کرده؛ و به سرزمین های جدید آمدند. به علاوه بسیاری از تاجران پرتغالی یهودی بودند؛ ولیکن تا سال ۱۸۱۰ میلادی جامعه یهودی منسجم وجود نداشت. در قرن ۱۹ بسیاری از یهودیان اروپایی به آرژانتین مهاجرت کردند. از این رو امروزه در آرژانتین بیشتر از ۸۰٪ یهودیان اشکنازی و تنها درصد کمی یهودیان سفاردی وجود دارد. آرژانتین دارای بیشترین جمعیت یهودی در آمریکای جنوبی است. در سالهای ۱۹۷۰ و ۱۹۸۰ بسیاری از یهودیان به اسرائیل مهاجرت کردند.

## تاریخچه
اولین حضور یهودیان در آرژانتین، به زمان تأسیس این کشور باز می‌گردد. بسیاری از یهودیان اولیه به تدریج در بین اکثریت مردم حل شدند. بعد از اینکه آرژانتین استقلال خود را از اسپانیا به دست آورد، تبعیض مذهبی علیه یهودیان قطع شد. بسیاری از یهودیان اولیه مارانوهایی بودند که در ظاهر مسیحی بودند ولیکن در خفی به دین یهودیت ادامه می‌دادند. اولین عروسی یهودی ثبت شده در بوئنوس آیرس در سال ۱۸۶۰ میلادی بود. در اواخر قرن ۱۹ یهودیان اشکنازی با تعداد زیاد از روسیه و لهستان به آرژانتین مهاجرت کردند. یهودیان روسی در زبان اسپانیایی روسوس نامیده می‌شدند. در شرایط بد اقتصادی یهودیان مهاجر از بارون موریس دو هیرش تقاضای کمک کردند که او سازمان JCA را تأسیس کرد. این سازمان در اوج قدرت خود ۶۰۰۰۰۰ هکتار زمین داشت و بیش از ۲۰۰۰۰۰ یهودی را استخدام کرده بود. هیرش بعد از مرگ همسرش تمامی وقت خود را به فعالیتهای یهودی اختصاص داد و تعداد زیادی از یهودیان را به آرژانتین برد و مزارع کشاورزی ایجاد کرد. مهاجرت گسترده یهودیان به آرژانتین باعث درگیریها با مردم محلی شد. مسیحیان آرژانتین دارای دید بسیاری منفی نسبت به یهودیان بودند. در سال ۱۹۱۹ درگیریهایی بین مردم و یهودیانی که متهم به حمایت از کمونیسم شده بودند درگرفت.

## جنگ جهانی دوم
در زمان جنگ جهانی دوم آرژانتین محدودیتهای زیادی بر روی مهاجرت ایجاد کرد. این کار باعث شد که یهودیان اروپا نتوانند به آرژانتین مهاجرت کنند. بعد از جنگ جهانی دوم دولت خوان پرون به سر کار آمد. دولت پرون اولین دولتی بود که به یهودیان اجازه داد که در دولت مقام بگیرند؛ ولیکن در عین حال پرون دید مثبتی نسبت به آلمان و ایتالیا داشت. دولت او به نازیهایی که از آلمان فرار کرده بودند مهاجرت اعطا کرد. معروفترین نازی که در آرژانتین زندگی می‌کرد آدولف آیشمن بود که تا سال ۱۹۶۰ در آرژانتین بود تا اینکه به وسیله اسرائیلیها دستگیر شد و به دادگاه برده شد. بعد از اینکه دولت پرون در سال ۱۹۵۵ سرنگون شد هرج و مرج آرژانتین را در گرفت و احساسات ضد یهودی شدت یافت.